# Ptiline
La ptiline (ou le ptilinum) est un organe évaginable présent sur la tête de certaines mouches : la section des Schizophora, à laquelle appartient la mouche domestique.
Cette structure sert à l'émergence de l'imago pour sortir de sa pupe en la gonflant en utilisant l'hémolymphe plutôt que de l'air. Cela crée une pression le long de la ligne de faiblesse de la pupe qui peut alors s'ouvrir en se déchirant. Une fois l'adulte sorti, le fluide est retiré et la ptiline se rétracte entièrement à l'intérieur de la tête. Elle laisse une ligne en forme de U, la suture ptilinaire, que l'on peut voir sous les antennes entre les yeux de l'adulte.
C'est cette suture qui a donné son nom aux Schizophora dont le nom signifie littéralement porteur de suture et les distingue morphologiquement des autres Brachycera. Cette distinction morphologique ne doit pas être confondue avec la distinction taxonomiquement obsolète des Orthorrhaphes et des Cyclorrhaphes qui se base sur la forme du trou laissée dans la pupe par l'émergence du diptère qui est soit en fente soit circulaire.

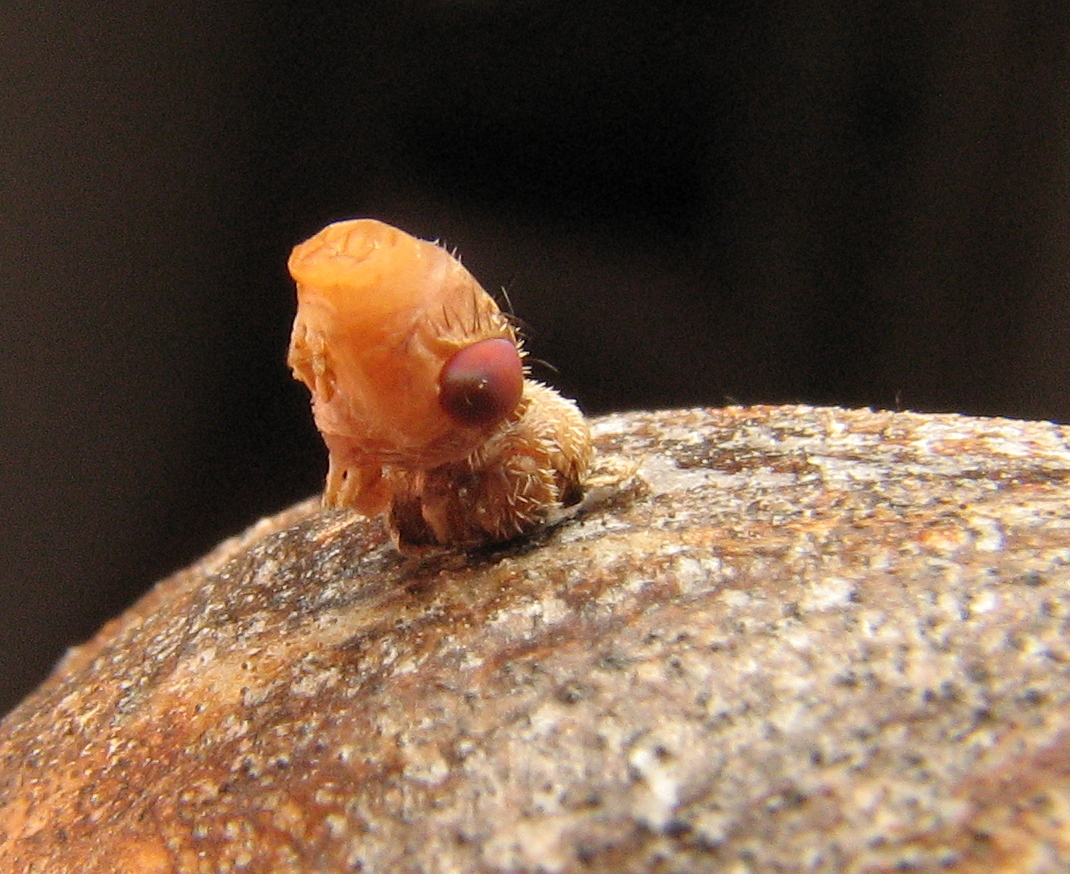
Imago Eurosta (Tephritidae) émergeant de sa galle, on distingue nettement le sac de la ptiline gonflé au dessus de sa tête.
Tête d'une Muscomorpha, la suture ptilinaire en forme de fer à cheval est annotée avec le numéro 15
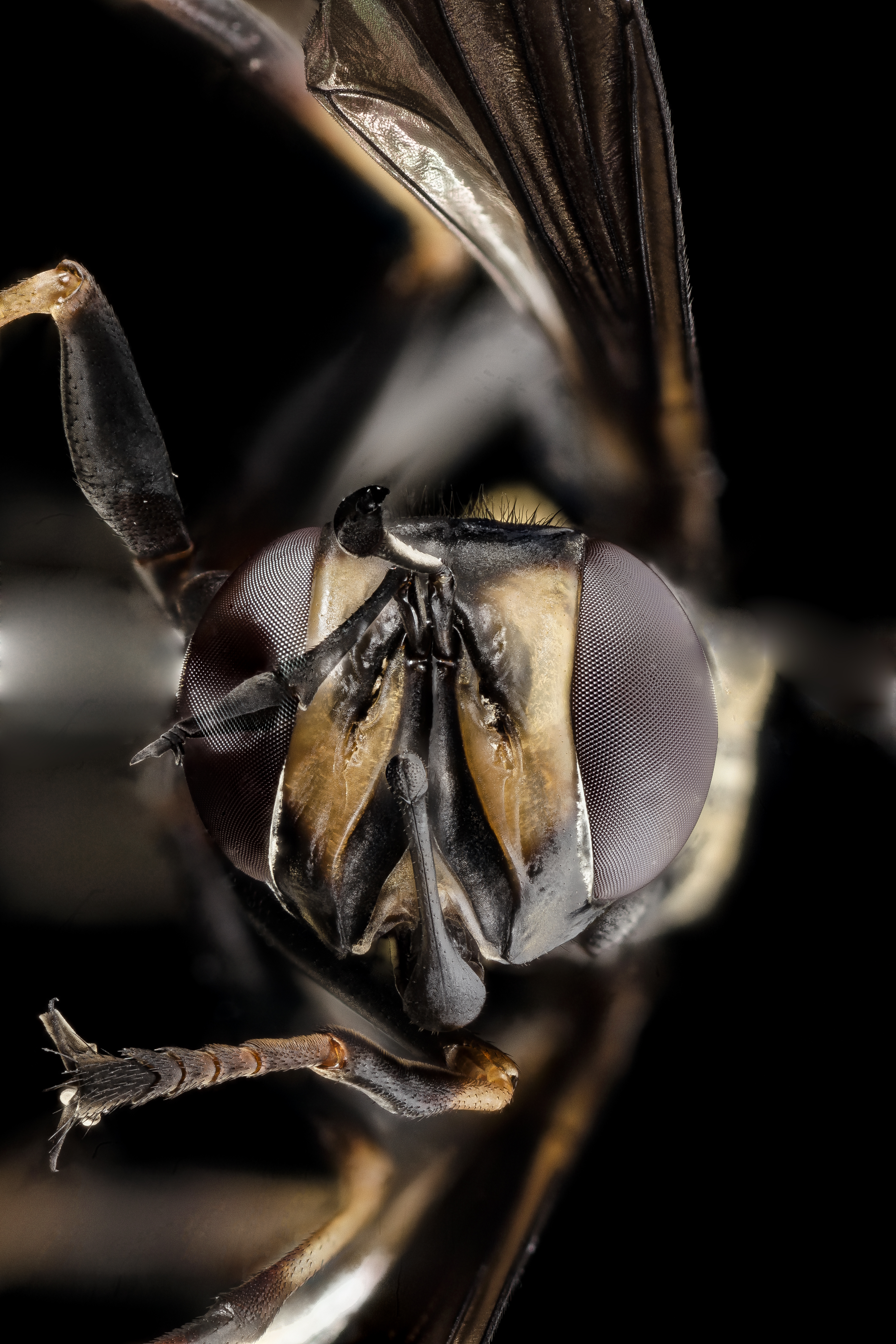
Tête de mouche du genre Physocephala (famille Conopidae), dont la suture ptilinaire est bien visible